# イングリッシュ・ナショナル・バレエ団
イングリッシュ・ナショナル・バレエ団（English National Ballet、ENB）は、イギリスのロンドンに本拠を置くバレエ団。アリシア・マルコワとアントン・ドーリンが設立したロンドン・フェスティバル・バレエ団を起源とし、ロイヤル・バレエ団、バーミンガム・ロイヤル・バレエ団、ノーザン・バレエ団、スコティッシュ・バレエ団と並ぶ、英国の5大バレエ団の1つである。イングリッシュ・ナショナル・バレエ団は、ツアーを行うバレエ団としてはヨーロッパでも最良のカンパニーの1つであり、英国全土の劇場で公演を行っているほか、海外ツアーや特別イベントでも公演している。約67人のダンサーを擁し、専属の楽団としてイングリッシュ・ナショナル・バレエ・フィルハーモニー管弦楽団を持っている。1984年にペーター・シャウフスが芸術監督に就任した際にイングリッシュ・ナショナル・バレエ団に改称するとともに、バレエ団とは独立させつつも同じ敷地内にイングリッシュ・ナショナル・バレエ学校を設立した。ロンドン・コロシアムで定期公演を行う他、ロイヤル・アルバート・ホールで特別公演を行う。2014年にイングリッシュ・ナショナル・バレエ団はサドラーズ・ウェルズの関連カンパニーとなった。

## 歴史

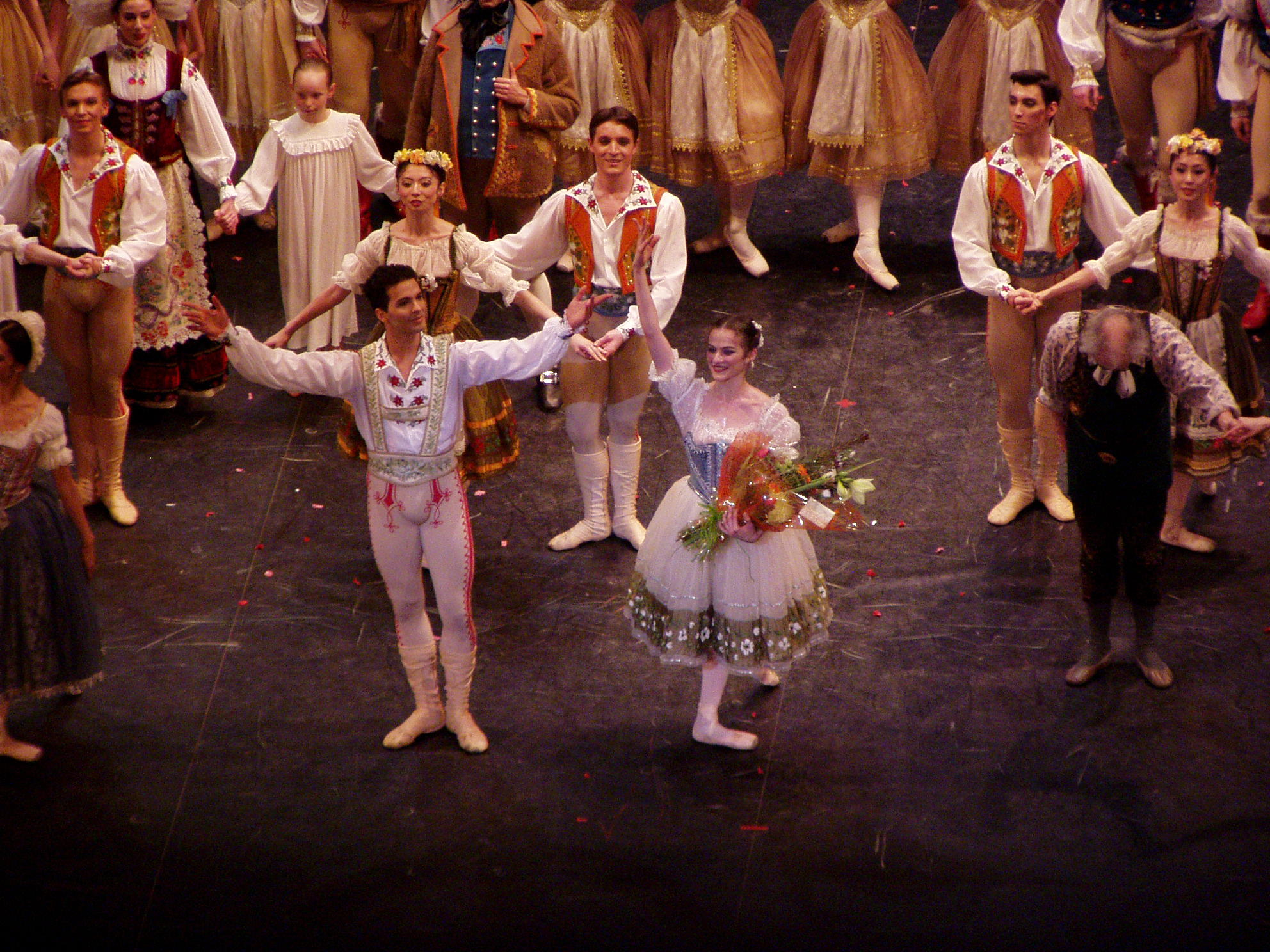
イングリッシュ・ナショナル・バレエ団による『コッペリア』の公演でスワニルダを演じるエレナ・グルジゼとフランツを演じるアロニエル・バルガス。サウサンプトンのメイフラワー・シアターにて。画像右側でお辞儀をしている人物はコッペリウス役のマイケル・コールマン。

イングリッシュ・ナショナル・バレエ団は、1950年にパートナーを組んでいたアリシア・マルコワとアントン・ドーリンによってガラ公演を行うバレエ団として設立された。その後、フェスティバル・バレエ団、ロンドン・フェスティバル・バレエ団と改称され、1989年6月に現在のイングリッシュ・ナショナル・バレエ団となった。
マルコワとドーリンは、20世紀で最も影響力のあったバレエ団の1つ、バレエ・リュスのスターであった。1929年、芸術監督であったセルゲイ・ディアギレフが亡くなるとバレエ・リュスは解散したが、所属ダンサーの一人であったニネット・ド・ヴァロアがロンドンに設立したヴィック・ウェルズ・バレエ団にマルコワとドーリンをプリンシパルとして招いた。1933年にはマルコワはプリマ・バレリーナに昇格した。1935年にマルコワとドーリンはヴィック・ウェルズ・バレエ団を離れてマルコワ・ドーリン・カンパニーとしてツアーを行った。マルコワとドーリンは、ツアーの成功を受けて、いままで観る機会がなかった観客にバレエを届けることを唯一の目的とするバレエ団を立ち上げることを決意した。
ロンドン・フェスティバル・バレエ団は、ポーランドの興行師ジュリアン・ブラウンスヴェクから金銭的な支援を受けて1950年に設立された。名称は翌年に開催を控えたフェスティバル・オブ・ブリテン（Festival of Britain）にちなむものであったが、後に数度の変遷を経てイングリッシュ・ナショナル・バレエ団となった。ドーリンは初代芸術監督に就任し、1951年には初の海外ツアーを行うなど、国内・海外の両方でツアーを行うカンパニーとした。設立間もないうちに、ドーリンは初めての観客がバレエに親しめるような教育プログラムも導入している。ドーリンは1962年に芸術監督を退任し、後任には1950年から1960年までプリンシパルを務めたジョン・ギルピンが就任した。ギルピンは団の規模や地位を高め、国内および海外ツアーを行って新世代のダンサーを世界に紹介したが、経営は厳しく何度も破産の危機に直面した。資金面を支えたブラウンスヴェクが1965年に去ったが、引き継いだドナルド・アルベリーがより堅実な演目構成としたことで経営が安定化した。1968年にはドナルド・アルベリーも去り、芸術監督はロイヤル・バレエ団の元ダンサー、ベリル・グレイに交代した。グレイはカンパニーの技術面の底上げに取り組み、広くツアーを行うとともに著名なスターダンサーや振付家を招いた。その中には、レオニード・マシーンや、1975年にエヴァ・エフドキモワをオーロラ姫に抜擢して『眠れる森の美女』の改訂振付を行ったルドルフ・ヌレエフが含まれる。1979年には、ジョン・フィールドが芸術監督に就任した。
1984年、ダンサーとしてローレンス・オリヴィエ賞とイブニング・スタンダード・アワードの両方を受賞し、同団で『ラ・シルフィード』を制作したペーター・シャウフスが芸術監督に就任した。シャウフスは団の名称をイングリッシュ・ナショナル・バレエ団に改称した他、付属バレエ学校としてイングリッシュ・ナショナル・バレエ学校を設立し、王族からダイアナ妃をパトロンに招いた。また、フレデリック・アシュトン、ケネス・マクミラン、クリストファー・ブルース、マイケル・クラーク、ジョン・ノイマイヤー、ジョージ・バランシン、アルビン・エイリー、ローラン・プティ、モーリス・ベジャール、ジョン・クランコといった名だたる有名振付家によるバレエ作品を導入した。シャウフスが芸術監督を務めた期間は、イングリッシュ・ナショナル・バレエ団がより高いレベルに到達した黄金時代とされている。
芸術監督は1990年にイヴァン・ナギー、1993年にデレク・ディーン、2001年にマッツ・スクーグに変わり、2006年にはオランダ国立バレエ団で芸術監督を務めたウェイン・イーグリングが芸術監督となった。しかし、2012年2月にカンパニーとの間で予算の大幅削減について論争となったことでイーグリングは辞任してしまった。同年4月には、ロイヤル・バレエ団のプリンシパル タマラ・ロホが2012年シーズンが終わる8月に芸術監督に就任することが発表された。

## 歴代芸術監督
- アントン・ドーリン、1950-1962年
- ジョン・ギルピン、1962-1968年
- ベリル・グレイ、1968–1979年
- ジョン・フィールド、1979–1984年
- ペーター・シャウフス、1984-1990年
- イヴァン・ナギー、1990-1993年
- デレク・ディーン、1993–2001年
- マッツ・スクーグ、2001-2006年
- ウェイン・イーグリング、2006-2012年
- タマラ・ロホ、2012年-[4]

## ダンサー
イングリッシュ・ナショナル・バレエ団では、公式ウェブサイトに所属ダンサーの写真と経歴を掲載している。

### リード・プリンシパル
| 名前                                 | 国籍       | 出身校 | ENB加入 |
| ------------------------------------ | ---------- | --- | ------- |
| ジョセフ・ケーリー                   | イギリス   | ロイヤル・バレエ学校                                                                                      | 2017年  |
| アリーナ・コジョカル                 | ルーマニア | キエフ・バレエ学校 ロイヤル・バレエ学校                                                                   | 2013    |
| フランチェスコ・ガブリエレ・フローラ | イタリア   | ハンブルク・バレエ学校                                                                                    | 2018年  |
| ジェフリー・シリオ                   | アメリカ   | セントラル・ペンシルベニア・ユース・バレエ ボストン・バレエ・スクール オーランド・バレエ・スクール        | 2017年  |
| イサック・エルナンデス               | メキシコ   | フィラデルフィア・ロック・スクール・フォー・ダンス・エデュケーション                                      | 2015年  |
| フェルナンダ・オリヴェイラ           | ブラジル   | セントロ・デ・ダンサ（リオ・デ・ジャネイロ） ロイヤル・バレエ学校                                         | 2000年  |
| タマラ・ロホ                         | スペイン   | ヴィクトール・ウラート・スクール・オブ・ダンス フアン・カルロス王大学で舞台芸術の学士号および修士号を取得 | 2012年  |
| 高橋絵里奈                           | 日本       | 釧路バレエアカデミー イングリッシュ・ナショナル・バレエ学校                                               | 1996年  |

### プリンシパル
| 名前   | 国籍 | トレーニング                                  | ENB加入 |
| ------ | ---- | --------------------------------------------- | ------- |
| 加瀬栞 | 日本 | 広瀬・加藤バレエスタジオ ロイヤル・バレエ学校 | 2009年  |

## 注目すべき作品
ルドルフ・ヌレエフ版『ロメオとジュリエット』は、1977年に女王エリザベス2世の銀婚式を記念して、当団のために制作された。
2014年には、それまで他のバレエ団に振付を行ったことがなかったアクラム・カーンに、第一次世界大戦に関する一幕ものバレエの制作を依頼した。制作された『ダスト』は同年初演され、絶賛を浴びた。イングリッシュ・ナショナル・バレエ団は、『ダスト』を引っ提げて同年後半のグラストンベリー・フェスティバルに参加し、グラストンベリーでのデビュー公演を飾った。
2016年には、イングリッシュ・ナショナル・バレエは、フリーダ・カーロの人生を描いたアナベル・ロペス・オチョア振付による作品『Broken Wing』など、すべて女性振付家の作品で構成した公演『She Said』を行った。